# المسلمون في الناصرة
دخلت الناصرة في حوزة العرب المسلمين على يد شرحبيل بن حسنة سنة 634 م، وعندما خلت البلاد من الصليبيين، استوطن مسلمون من الشام ومصر والعراق والمغرب والحجاز. وكان المذهب السائد هو المذهب السني مع وجود بعض العائلات الشيعيّة، أو التي تعود إلى أصول شيعيّة، مثل عائلة: زين الدّين، ومروّات (في الأصل: عائلة مروّة التي لها صلة بالعائلة الشيعيّة آل مروّة المعروفة في لبنان).
بحسب مخطوطة يعقوب فرح من سنة 1857:
يعود أصل بعض العائلات المسلمة في الناصرة إلى الحصن من حمولة بيت حجير وإلى حمولة البياطرة من نابلس يرجع هذا الحديث إلى سنة 1730.
للمسلمين محاكم خاصة، منحت بموجب القانون صلاحية خاصة للبت في قضايا الأحوال الشخصية، والوقف. ولهذه الطائفة مؤسسات وخدمات دينية. قانون البلاد يعترف بأيام الراحة والأعياد لهذه الطائفة التي يرأسها قضاة شرعيون، أعلى مؤسسة قضائية عندهم هي محكمة الاستئناف الشرعية، والأحكام التي تصدرها نهائية. والشبكة القضائية الإسلامية ليست خاضعة للمحكمة العليا في إسرائيل ما دامت تعمل ضمن صلاحياتها، كما أن تدخل المحكمة العليا في القضايا التي تنظر فيها نادر جدًّا وهو يقتصر على الخروج عن الصلاحية، المادة التاسعة من قانون القضاة تمنح القاضي الشرعي المسلم استقلالاً تامًّا، ويظل القاضي يمارس مهام منصبه إلى أن يُتوفى أو يستقيل أو يتقاعد أو يُنقل من منصبه بموجب أحكام القانون.
الحكومة لم تقلص صلاحيات المحكمة الشرعية لكنها ألزمتها بتطبيق قانون مساواة الحقوق خصوصًا للمرأة والذي بموجبه تمنع عادة تعدد الزوجات أو إكراهها على الطلاق الذي يعتبر مخالفة جنائية، كما منع الزواج المبكر الذي كان شائعًا جداً في أوساط المسلمين خصوصاً البدو، ممّا إلى تغيير مكانة المرأة المسلمة عمليًّا.

## جوامع الناصرة
في الناصرة العديد من المساجد مثل الجامع الأبيض ومسجد السلام والنبي سعين وبلال وشهاب الدين وغيرها.

### الجامع الأبيض
أول جامع في الناصرة. يقع في منطقة السوق وقد تم بناؤه عام 1804، ويتبع لوقف عائلة الفاهوم.

### جامع السلام
يقع في الحارة الشرقية على مقربة من كنيسة الأقباط. وقد تم بناؤه عام 1961 على قطعة أرض تبرَّع بثلثيها السيد محمد أبو أحمد، والثلث الآخر قدم من قبل البلدية.

### جامع الهُدى
يقع في حيّ جبل الدولة، وهو ثالث مسجد أقيم في المدينة عام 1967.

### مسجد النور
يقع في حي بير أبو الجيش وقد تم انشاؤه عام 1978.

### مسجد بلال بن رباح
يقع في حي الصفافرة وقد تم انشاؤه عام 1981.

### مسجد عمر بن الخطاب
يقع في حي الصفافرة وقد تم بناؤه عام 1982.

### مسجد أبو بكر الصديق
يقع في حي جبل حمودة وقد تم انشاؤه عام 1982.

### مسجد النبي سعين
مصلى استخدم في الفترة العثمانية من قبل الجنود الأتراك. بغياب نبي يحمل الاسم سعين يعتقد أنَّ مصدر الاسم هو تحوير عن كلمة «الساعين» وهم الجنود الساعين إلى الصلاة. رُمِّم عام 1989 بجهود لجنة محليّة وقف على رأسها الحاج أحمد حمّودة الزّعبي (أبو نواف). ثمّ شُيِّد الطّابق الثّاني مع توسعة عام 2009.

### مقام شهاب الدين
هو ضريح شهاب الدين ابن أخت صلاح الدين الأيوبي، ويقع بجانب دوار مركز المدينة وعلى مقربة من كاتدرائية البشارة الكاثوليكية. في نهاية عام 1997 هدمت مدرسة إسلاميّة قديمة مجاورة للمقام كانت تضم محرابًا ومُصلّى، فطالبت شريحة من المسلمين تقودهم الحركة الإسلامية بتوسيع المقام وإقامة مسجد هناك، وقوبل ذلك بمعارضة البلديّة والطّائفة المسيحيّة لقربها الشديد من الكتدرائية، واقترح اقامة مسجد في مكان اخر من المدينة، أما إسرائيل فابدت موافقتها المبدئية التي فسّرها البعض بالرغبة بتعزيز التوتر. وبالفعل أدى هذا إلى نشوء توتر بين أوساط إسلامية ومسيحية في المدينة، وتدخل الفاتيكان وسفارات غربية لمنع اقامة المسجد بالمقربة من الكتدرائية، وسحبت الحكومة الإسرائيلية موافقتها على بناء المسجد. وأقامت البلديّة ساحة عامّة هنالك على قطعة الأرض المجاورة المقام، وأصبحت الساحة تستعمل للفعاليات الاجتماعية والدينية المختلفة في المدينة.[بحاجة لمصدر]

### مسجد الأبرار
يقع في حيّ بئر الأمير، أقيم عام 1998.

### مسجد الصحابة
يقع في الحي الشرقي من المدينة، قُرب الشارع الالتفافي، شُيِّد عام 2000، تبرّع بأرضه الحاج أبو يوسف صوالحة.

### مسجد خالد بن الوليد
يقع في حي أم قبي، أقيم عام 1999.

### مسجد الرحمن
يقع في حي كرم الصّاحب، اقيم عام 2001.

### مسجد الأنصار
يقع في حيّ الصفافرة قُرب دوّار الشّهيد علي عبّاس. يقع ضمن عمارة سكنيّة يملكُها الحاج عماد عَوّاد، أقيم عام 2012.

## المسلمون في قرى الناصرة
تتميز مدينة الناصرة بكونها مركزا تجاريا وثقافيا للقرى العربية التي من حولها مثل يافة الناصرة وكفر كنا والرينة والمشهد وعيلوط وعين ماهل وإكسال إضافة للحلقة الأكبر من القرى العربية في المنطقة والتي تشمل قرى أخرى كقرية طرعان ودبورية. يشكل المسلمون الأغلبية في هذه القرى أيضا.